# Brickell Avenue

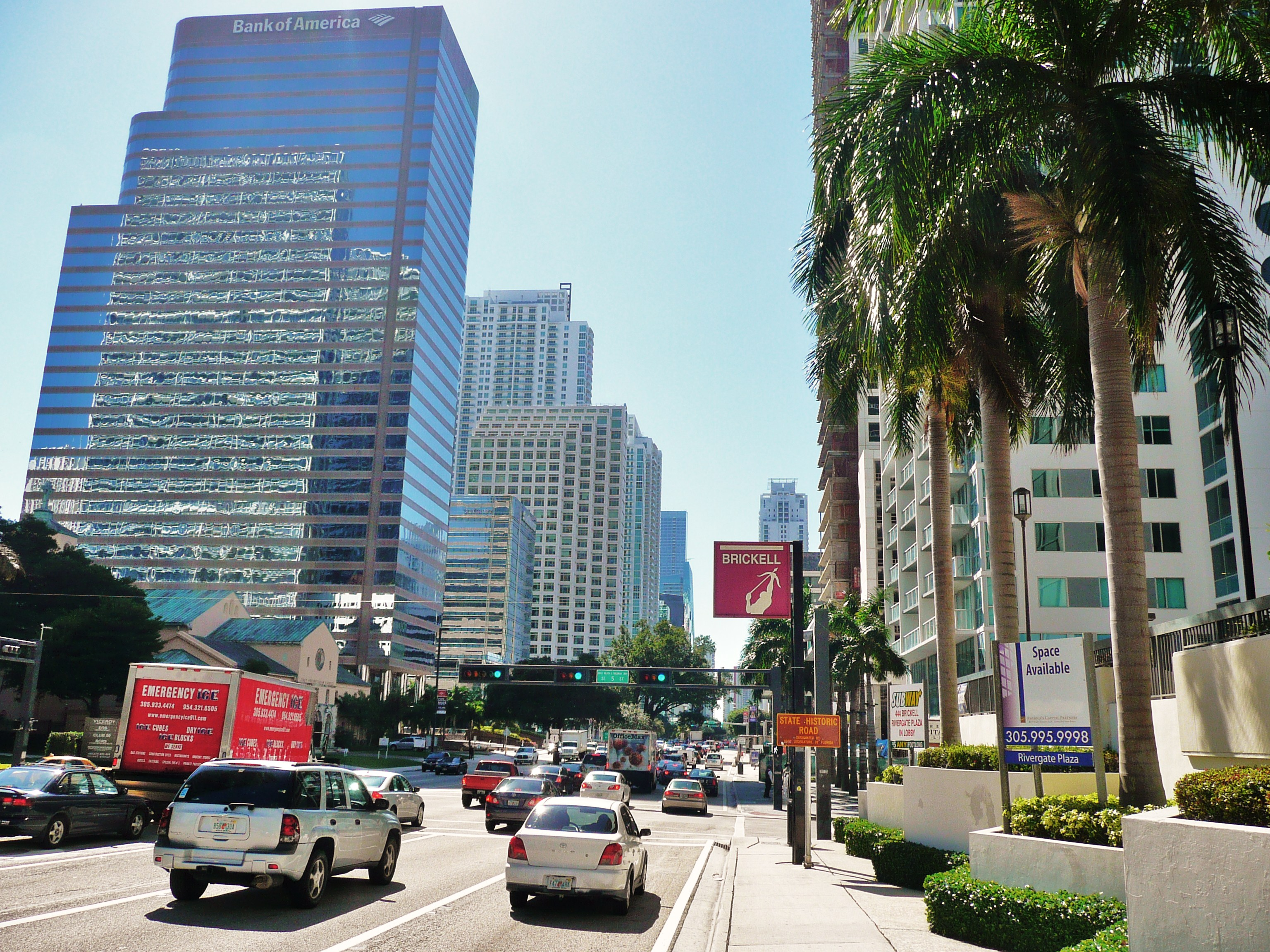
Brickell Avenue le long de la Miami River

Brickell Avenue est le nom donné à une artère nord-sud principale hors réseau reliant la partie sud du quartier central des affaires de Miami.
Cette route nord-sud, faisant autrefois partie de la U.S. Route 1, traverse Miami, en Floride, juste au sud de la Miami River. Au nord du pont de Brickell Avenue, la U.S. Route 1 est connue sous le nom de Biscayne Boulevard. Brickell Avenue est la route principale qui traverse le quartier financier Brickell du centre-ville de Miami. Elle est considérée comme une adresse réputée dans le monde des affaires et particulièrement de la finance. Brickell Avenue est ainsi bordée d'immeubles de bureaux et de condominiums résidentiels de luxe ainsi que de nombreuses banques et restaurants.
Sa création remonte à 1898. Lorsque le chemin de fer arriva à Miami en 1896, en partie à cause du don de terre offert par William et Mary Brickell au magnat des chemins de fer et de l'hôtellerie de la côte est de la Floride, Henry Morrison Flagler les Brickells avaient déjà pavé une route rocheuse, connue sous le nom de Coconut Grove Trail, à travers leur propriété. En 1898, le sentier devint une chaussée de 90 mètres de large appelée Brickell Avenue et s'étendait de la rivière Miami à Broadway (15e route).